# Mšecké Žehrovice
Obec Mšecké Žehrovice (dříve Kornhauské Žehrovice, Zehrowicz nebo německy Kornhaus-Scherowitz) se nachází v okrese Rakovník ve Středočeském kraji. Stojí na okraji širokého mělkého údolí potoka Loděnice (Kačáku) zhruba tři kilometry severovýchodně od Nového Strašecí a třináct kilometrů západně od Kladna. Obec patří do chmelařské oblasti, nadmořská výška činí 420 metrů. Žije zde 657 obyvatel.

## Pravěk
První písemná zmínka o obci pochází z roku 1045, nicméně archeologické nálezy svědčí o osídlení oblasti Žehrovic již v době kamenné. Na vrchu Libeň byly nalezeny kamenné škrabáky a další nástroje z mladší doby kamenné a doby měděné. Další nálezy pak pocházejí z koryta Kaštance jižně od Červeného rybníka. V místě zvaném Pod vsí v nivách jižně od Mšeckých Žehrovic a „Na vrchu“ západně od Lodenic byla objevena osídlená místa knovízské kultury.

### Doba železná
Jižně od vesnice se nachází ohrazený čtyřúhelníkový areál z doby laténské. Památka leží uvnitř obory Libeň a porůstá ji les. Sídliště bylo založeno ve 3. století př. n. l.. Zpočátku se jednalo o vesnici s pěti polozemnicemi a jedním větším povrchovým domem s dřevěným plotem. Přibližně v polovině tohoto století byla vyrobena kamenná hlava z Mšeckých Žehrovic, která zřejmě sloužila náboženským účelům.

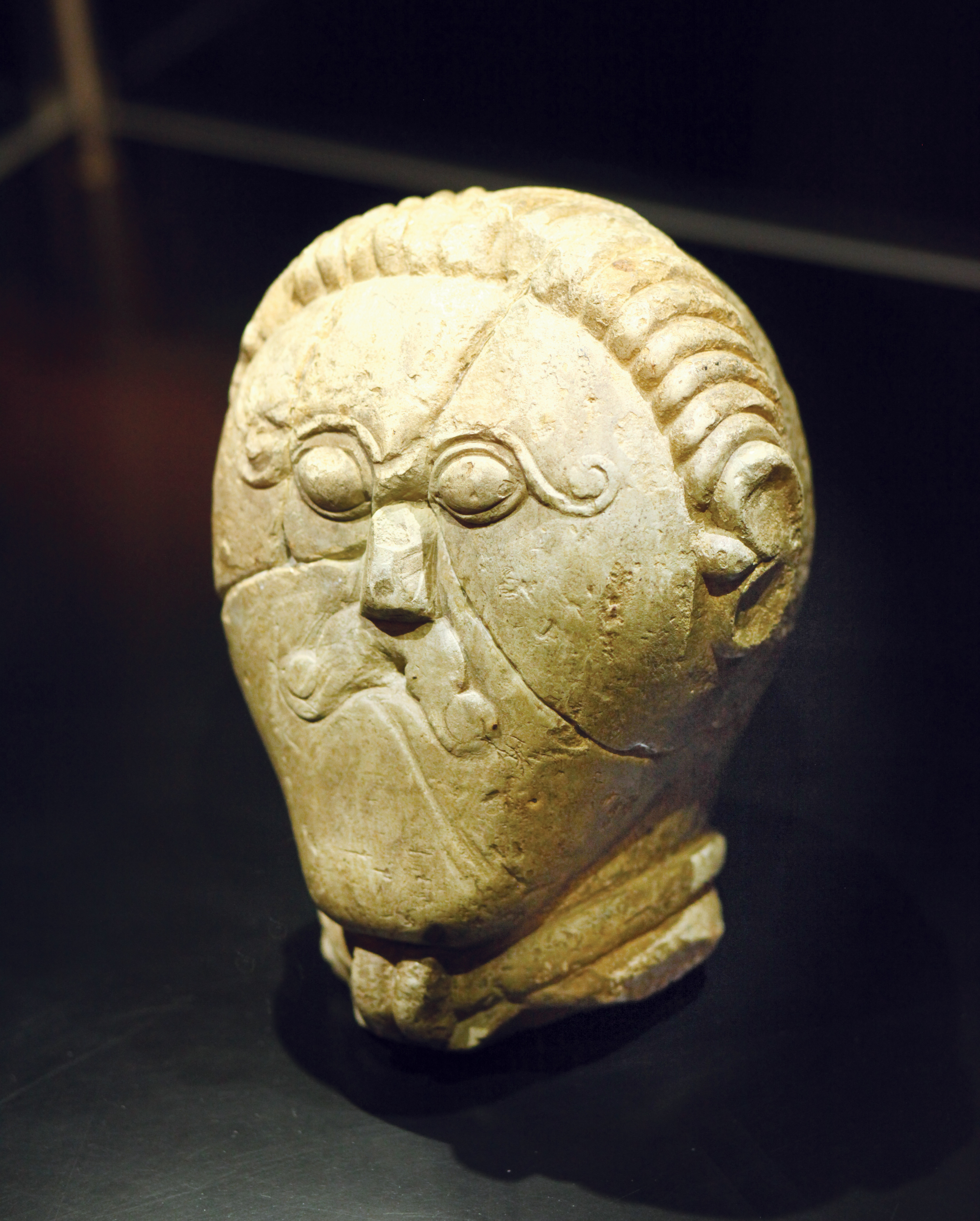
Kamenná hlava z Mšeckých Žehrovic

V osadě probíhalo zpracování železa a švartny. Nalezly se pražící a vyhřívací jámy na rudu a hornická a kovářská struska. Objev naleziště hrnců a misek z pozdního halštatského období v Mšeckých Žehrovicích naznačuje, že jde o pohřební předměty. Nejvýznamnější nálezy ovšem pocházejí z laténského období.
Kolem roku 200 př. n. l. byl objekt přestavěn do tvaru obdélníku a obehnán dřevěným opevněním, jehož zbytky se našly v severní části. Přibližně o dvacet let později byl vybudován dvoumetrový val, jehož terénní příznaky jsou dodnes na první pohled patrné v terénu. Před rokem 170 př. n. l. byl objekt opět přestavěn. Byly odděleny dva menší čtvercové objekty a vybudovány brány. Na severozápadním okraji jižního čtverce Keltové vybudovali dřevěnou stavbu o rozměrech 9,9 × 10,5 × 13,6 m mající 4 vnitřní kůly. Po požáru kolem roku 150 př. n. l. byla přebudována na menší roubenou stavbu.
Kolem roku 150 př. n. l. obyvatelé do jámy odhodili kamennou hlavu ze 3. století př. n. l. objevenou v pískovně Libina v květnu 1943.

## Historie

### Středověk
V roce 1045 kníže Břetislav I. daroval část Žehrovic klášteru svaté Markéty v Břevnově. Na počátku 13. století se správce královské části vsi pokusil podmanit si poddané klášterní části, načež tamní poddaní odešli a usadili se kolem klášterního dvora, kde vznikla obec Lodenice. V roce 1224 udělil král Přemysl Otakar I. ochranné privilegium pro klášterní část Žehrovic. To byla také poslední zmínka o této části.

### Novověk
V jižní části při ohybu silnice z Nového Strašecí v místě zvaném Na Baště stávala tvrz, která se jmenovala Žehrov. Kdy a kdo ji postavil není známo, v roce 1561 uváděná jako pustá a později zanikla, respektive byly začleněny do budov čp. 52 a 65. Jednalo se o domy sedlové konstrukce založené na dvou pilastrech, dále železné hutě, kovárna a dílna na sapropelové (švartnové) náramky.
Původní název vsi zněl Kornhauské Žehrovice, které patřily rodu Kolovratů. Nejznámějším z nich byl rytíř Jan II. Žehrovský z Kolovrat, královský diplomat za vlády Jiřího z Poděbrad, účastník jednoho z králových poselstev do Západní Evropy a udatný účastník rytířských turnajů.
Obec je rodištěm sbormistra a dirigenta Františka Lindy.

### Rok 1932
V obci Mšecké Žehrovice (626 obyvatel) byly v roce 1932 evidovány tyto živnosti a obchody: výroba cementového zboží, družstvo pro rozvod elektrické energie ve Mšeckých Žehrovicích, holič, 3 hostince, kolář, 2 kováři, 2 obuvníci, 2 pekaři, 3 rolníci, 2 řezníci, obchod se smíšeným zbožím, spořitelní a záložní spolek pro Mšecké Žehrovice, švadlena, 2 truhláři.

## Obecní správa

### Části obce
Obec Mšecké Žehrovice se skládá ze dvou částí ve dvou stejnojmenných katastrálních územích:
- Mšecké Žehrovice
- Lodenice

### Územněsprávní začlenění
Dějiny územněsprávního začleňování zahrnují období od roku 1850 do současnosti. V chronologickém přehledu je uvedena územně administrativní příslušnost obce v roce, kdy ke změně došlo:
- 1850 země česká, kraj Praha, politický okres Rakovník, soudní okres Nové Strašecí[7]
- 1855 země česká, kraj Praha, soudní okres Nové Strašecí
- 1868 země česká, politický okres Slaný, soudní okres Nové Strašecí
- 1939 země česká, Oberlandrat Kladno, politický okres Slaný, soudní okres Nové Strašecí[8]
- 1942 země česká, Oberlandrat Praha, politický okres Slaný, soudní okres Nové Strašecí[9]
- 1945 země česká, správní okres Slaný, soudní okres Nové Strašecí[10]
- 1949 Pražský kraj, okres Nové Strašecí[11]
- 1960 Středočeský kraj, okres Rakovník
- 2003 Středočeský kraj, obec s rozšířenou působností Rakovník

## Doprava
Do obce vedou silnice III. třídy. Železniční trať ani stanice na území obce nejsou. V roce 2011 v obci zastavovaly autobusové linky jedoucí např. do těchto cílů: Kladno, Praha, Rakovník, Řevničov, Slaný, Tuchlovice, Vinařice.

## Pamětihodnosti

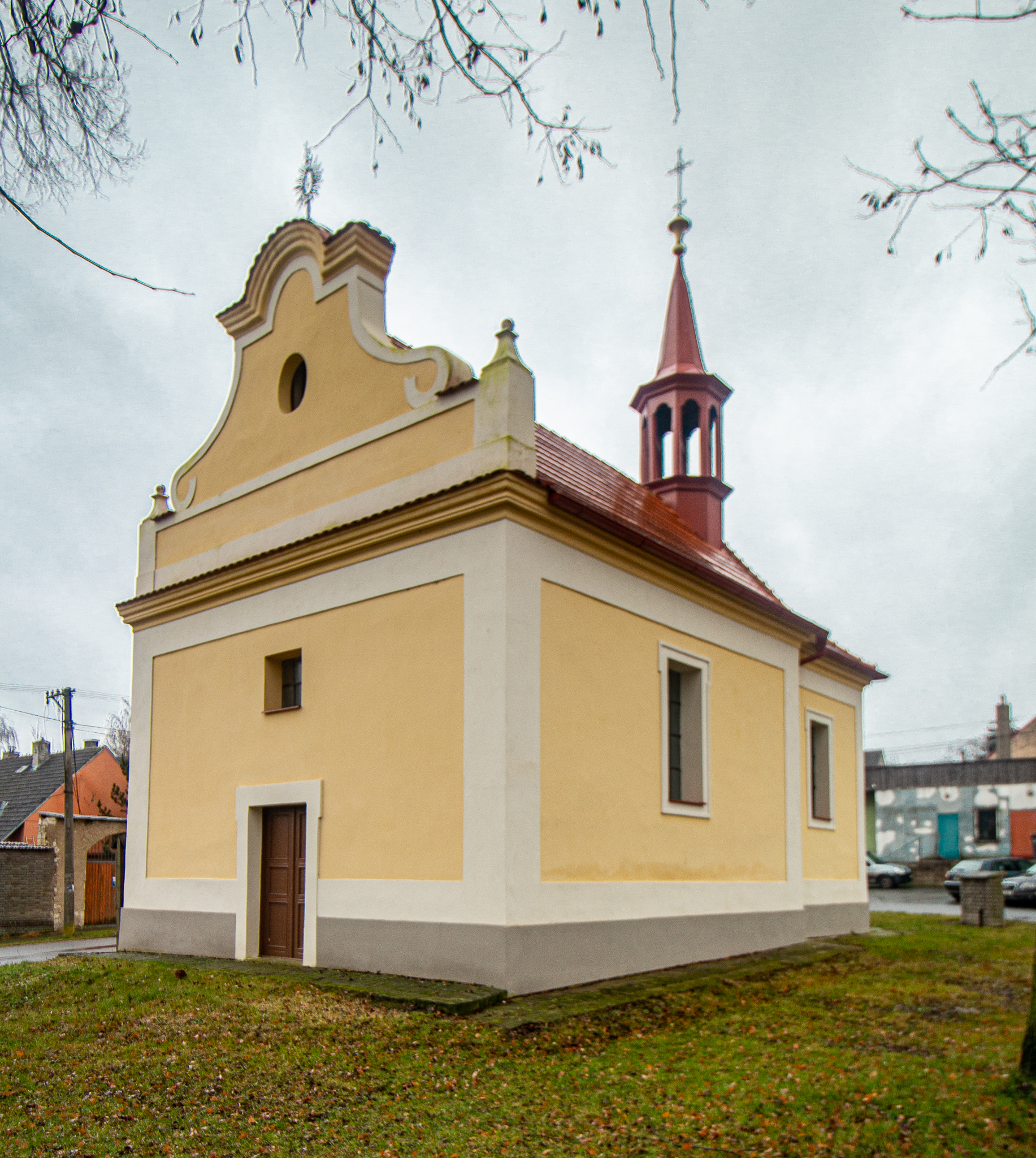
Kostel svatého Martina

- Barokní kaple svatého Martina z roku 1774. V roce 1989 byla na základě zákona o obecním majetku převedena zpět na obec. Zvon byl v proběhu druhé světové války zrekvírován.
- Na návsi u rybníka stojí socha sv. Jana Nepomuckého z roku 1886. V roce 2004 byla obnovena za 80 000 korun.
- Masarykův pamětní kámen
- Pomník padlým v první světové válce, odhalen roku 1923
- Pozůstatky tvrze Žehrov v místě zvaném Na Baště.
- Ohrazený areál z období laténské kultury v oboře Libeň na jihozápad od obce
- Ovčín
- Přírodní rezervace Louky v oboře Libeň, zamokřené louky s bohatou květenou a společenstva bílých strání v sousedství obory asi 1,5 km jihozápadně od obce
- Severně od obce stojí 400letý památný strom Džbánský, resp. Žehrovický buk. Obvod kmene činí 5,30 m a výška je 14 m, koruna dosahuje průměru 26 m. Strom je chráněn od roku 1978. V roce 2017 byl poškozen orkánem a od té doby postupně usychá.

## Zajímavost
Dne 22. října 1995 v observatoři na Kleti objevil český astronom Miloš Tichý planetku s předběžným označením 1995 UQ1. Planetku pojmenoval (24837) Mšecké Žehrovice na počest této středočeské obce známé nálezem keltské svatyně a skulptury hlavy keltského heroa.